# پینا رنتسی
پینا رنتسی (ایتالیایی: Pina Renzi؛ ‏ ۱۶ دسامبر ۱۹۰۱ – ۱۳ ژوئیهٔ ۱۹۸۴) بازیگر اهل ایتالیا بود.
از فیلم‌ها یا برنامه‌های تلویزیونی که وی در آن نقش داشته‌است، می‌توان به مادالنا، نمره اخلاق صفر، دون پاسکواله، و ما هفت خواهر بودیم اشاره کرد.